# Carpați rent a car
Carpați rent a car este prima companie de închirieri auto din România, fiind înregistrată în 1942.

## Istoric
Carpați rent a car este prima companie de închirieri auto fondată în România. Prima referință a mărcii apare în 1942, sub tutela societății cu activitate în sectorul turistic, ONT Carpați - Oficiul Național de Turism Carpați, care s-a înființat în perioada domniei lui Carol al II-la, mai exact în 4 ianuarie 1936. În anul 1968 compania opera în Aeroportul Băneasa o flotă formată din VW Beetle, Hillman, Citroen Ami, Dacia 1300 și [Oltcit]].

### Numele si sigla
Sigla mărcii este cuvântul Carpați scris cu negru pe fond roșu, însoțit de sintagma "rent-a-car", care descrie obiectul companiei de închirieri de autoturisme.     
Pliantul este unul dintre puținele existente care dovedește că la vremea respectivă, plăcuțele de înmatriculare începeau cu 100, și nu 101 așa cum era public cunoscut.    